# Alvilági melódia
Az Alvilági melódia (eredeti cím franciául: Mélodie en sous-sol) 1963-ban bemutatott francia bűnügyi filmdráma, amelyet Henri Verneuil rendezett. A film Zekial Marko A nagy fogás című regénye alapján készült. 
A filmet 1963. március 19-én mutatták be Franciaországban, október 8-án az Amerikai Egyesült Államokban.

## Cselekmény
Charles öt év letöltött börtönbüntetés után szabadul rablási kísérletért. A felesége azt akarja, hogy törvényesen éljen, de ő azonnal terveket kezd szőni a cannes-i szerencsejáték-kaszinó kirablására. Charles két asszisztenst alkalmaz: Francis-t, egy fiatalembert, akit a börtönben ismert meg, és Francis sógorát, Louis-t. Francis egy piti tolvaj, aki elégedetlen a munkásosztálybeli származásával, míg Louis egy szerény szerelő, aki szinte teljesen becsületes.
Charles utasítja Francist, hogy menjen el előtte a kaszinóba, találjon ki egy fedősztorit, mint egy jómódú nagymenő, és találjon módot arra, hogy bejusson a hátsó ajtóhoz, ami kulcsfontosságú lesz útban a liftaknához, amely az egyetlen út az alagsori páncélterembe, ahol a kaszinó bevételeit őrzik. Francis ezt úgy éri el, hogy románcot kezd egy Brigitte nevű táncosnővel. A jómód látszatát élvezve azonban annyira belefeledkezik Brigitte udvarlásába, hogy figyelmen kívül hagyja Charles jelzéseit, ami majdnem a rablás elmaradásához vezet, amíg Francis nem biztosítja őt arról, hogy tartani tudja magát a bonyolult tervhez. Louis eközben közli Charles-lal, hogy lemond a pénzből való részesedéséről, mert attól tart, hogy elcsábítja a luxus, amit a pénzből vehet, és ez további illegális viselkedéshez vezet.
A rablás éjszakáján Francis gavallérosan szakít Brigitte-tel, de végignézi az előadást. Az előadás végeztével elbújik a színfalak mögött, felmegy a kaszinó tetejére, és leereszkedik előbb a kaszinó szellőzőrendszerébe, végül pedig a liftaknába. Behatol a számlálóterembe, legyűri a főpénztárost és az asszisztenseit, majd beengedi Charles-t, aki a pénzt egy pár zsákba teszi. Mindketten egymilliárd frankkal távoznak. Francis egy uszoda öltözőjében rejti el a pénzt.
Másnap Charles váratlanul elküldi Louis-t vonattal a városból, és követeli, hogy azonnal találkozzon Francis-szal. Megmutatja Francisnak az újság címlapját - van rajta egy fénykép Francisszal, amely előző este készült, amikor a színpadi műsort nézte. Charles közli Francisszel, hogy túl kockázatos ott maradnia, ezért gyorsan elhagyja az üdülőhelyet, és később elküldi Francisnek a részét. Megparancsolja neki, hogy hozza el a táskákat, és adja vissza neki a medence melletti szabadtéri csereberében. Francis visszaszerzi a táskákat, de azt veszi észre, hogy a medence környékén mindenütt rendőrök vannak, ami megnehezíti a pénz átadását Charles részére, aki egy asztalnál várakozik. Francis ekkor meghallja, hogy a pénztáros azt mondja a nyomozóknak, hogy emlékszik a pénz kivitelére használt bőröndök kinézetére.
Francis kétségbeesésében a táskákat a medencébe dobja. Az egyik táska kinyílik, Francis és Charles tehetetlenül nézi, ahogy a benne lévő bankjegyek felúsznak a medence tetejére.

## Szereposztás
| Szerep             | Színész                 | Magyar hangja (1. szinkron) |
| ------------------ | ----------------------- | --------------------------- |
| Mister Charles     | Jean Gabin              | Mádi Szabó Gábor            |
| Francis Verlot     | Alain Delon             | Vitay András                |
| Ginette            | Viviane Romance         | Dallos Szilvia              |
| Brigitte           | Carla Marlier           | Sunyovszky Szilvia          |
| Louis Naudin       | Maurice Biraud          | ?                           |
| Rendőrfelügyelő    | Claude Cerval           | Horváth Gyula               |
| Mario              | Henri Virlojeux         | Petrik József               |
| Csapos             | Jean Carmet             | Gálvölgyi János             |
| Mr. Grimp          | José Luis de Villalonga | Bárány Frigyes              |
| Madame Verlot      | Germaine Montero        | ?                           |
| Liliane            | Rita Cadillac           | ?                           |
| Marcelle           | Anne-Marie Coffinet     | ?                           |
| Sam                | Jimmy Davis             | ?                           |
| Léone              | Dominique Davray        | ?                           |
| Doublianoff grófnő | Dora Doll               | ?                           |
| Camille            | Pierre Collet           | Szabó Ottó                  |

## Fogadtatás
A The Washington Post „káprázatosnak... az egyik legjobbnak nevezte a filmet az utóbbi években”. Bosley Crowther a The New York Times-tól az év tíz legjobb filmje közé sorolta.
A Mystery Writers of America a filmet az év legjobb külföldi filmjének járó "Edgar" díjjal jutalmazta.

## Filmzene
Az instrumentális jazz zenét Michel Magne szerezte. A főcímdal feldolgozását Jimmy Smith amerikai zenész készítette, és kislemezként jelent meg a Verve Recordsnál, amely akkoriban az MGM tulajdonában volt; a Billboard Hot 100 és a Hot R&B Sides listán is a 96. helyet érte el. Smith később kiadta az Any Number Can Win című albumot a Verve kiadónál, amelyen a filmzene témájának felvétele szerepelt más feldolgozásokkal és néhány eredeti szerzeménnyel együtt.

## Alternatív változat
A film színes változata 1994-ben készült el, és 1996-ban a francia televízió is bemutatta. Ez a változat 14 perccel rövidebb volt, sok jelenetet megrövidítettek, de szinte egyiket sem távolították el teljesen. Csak a fekete-fehér változat kapott amerikai DVD-kiadást, míg más országokban a legtöbb DVD-kiadás a teljes fekete-fehér és a rövidebb, színezett változatot is tartalmazza.

## Fordítás
- Ez a szócikk részben vagy egészben  az   Any Number Can Win (film) című angol Wikipédia-szócikk fordításán alapul.  Az eredeti cikk szerkesztőit annak laptörténete sorolja fel. Ez a jelzés csupán a megfogalmazás eredetét és a szerzői jogokat jelzi, nem szolgál a cikkben szereplő információk forrásmegjelöléseként.